# The Alarm
The Alarm és un curtmetratge mut de la Keystone, dirigit per Roscoe Arbuckle i Edward Dillon i protagonitzat pel mateix Arbuckle. La pel·lícula, de dues bobines, es va estrenar el 28 de maig de 1914. Es considera una pel·lícula perduda.

## Argument
El cap de la policia i el cap del cos de bombers són rivals per a la mateixa noia. A la fira del poble es produeixen tot tipus de trobades estúpides per veure qui és el millor i les seves bogeries continuen al llarg de la pel·lícula. Al final es produeix una persecució en la què Fatty, el cap dels bombers, està tirant de tot el departament de policia darrere seu amb una corda. Seguint la policia tot el poble el persegueix.

## Repartiment
- Roscoe Arbuckle (cap dels bombers)
- Mabel Normand
- Minta Durfee
- Hank Mann
- Al St. John
- Keystone Kops[5]